# Комплекс споруд тюремного замку (Ніжин)
Комплекс споруд тюремного замку або Ніжинський острог — пам'ятка архітектури та історії місцевого значення в Ніжині. Наразі тут розміщується станція швидкої допомоги.

## Історія
Рішенням виконкому Чернігівської обласної ради народних депутатів трудящих від 26.06.1989 № 130 надано статус «пам'ятник історії місцевого значення» з охоронним № 6940 під назвою «Будинок, де в 1933—1941 роки органи НКВС і в 1941—1943 роки нацисти здійснювали масові розстріли ув'язнених».
Наказом Управління культури Чернігівської обласної ради від 27.05.2003 № 122 надано статус «пам'ятника історії місцевого значення» з охоронним № 6948 під назвою «Будинок тюремного замку, де у 1830 році було укладено ватажка селянських повстань У. Я. Кармалюк».
Спочатку були внесені до «списку нововиявлених пам'яток архітектури» під назвами «Тюремний замок» (будинок № 18) та «Флігель Тюремного замку (острог)» (будинок № 18Б).
Наказом Міністерства культури і туризму від 21.12.2012 № 1566 надано статус" пам'ятник архітектури місцевого значення" з охоронним № 10050-Чр під назвою «Комплекс споруд тюремного замку». Складається із самого замку та його флігеля. Встановлено інформаційну дошку.

## Опис
На початку ХІХ століття було перепланування багатьох міст, а також впровадження у 1802 році в країні єдиної системи губернського управління, розширення мережі державних установ викликали потребу у спорудженні великої кількості нових адміністративних та інших казенних будинків. На початку 1803 року розроблялися типові проєкти та кошториси будинків генерал-губернатора, губернатора, віце-губернатора, пізніше — губернських та повітових присутніх місць, губернських та повітових острогів. Усі проекти було затверджено Сенатом і схвалено царем як зразкові для будівництва у всій імперії. Автором проєктів був російський архітектор, представник класицизму Адріан Дмитрович Захаров.
Комплекс збудований у 1830-і роки. Комплекс споруд тюремного замку (острогу) складався з просторого прямокутного двору, оточеного високою стіною з вежами по кутах, та будівель відповідного призначення усередині двору.
1830 року тут був ув'язнений ватажок селянських повстань Устим Кармалюк. Під час Радянсько-німецької війни на території замку (острогу) у липні 1942 року нацистськими окупантами було розстріляно 150 мешканців села Червоні Партизани. У липні-серпні 1943 року в ньому утримували заарештованих членів Ніжинської підпільної комсомольсько-молодіжної організації.
«Тюремний замок» (будинок № 18) — двоповерховий, кам'яний, прямокутний у плані будинок, з чотирисхилим дахом. Із західної та східної сторін фасаду ризаліти, які завершуються трикутними фронтонами, у тимпанах — вікно-світло. Вікна чотирикутні.
Замок (острог) зазнав багато перебудов і тепер використовується Ніжинською станцією швидкої та невідкладної медичної допомоги.
Встановлено три меморіальні таблички:
1. «Тут у 1941—1943 pp. у дворі колишньої в'язниці гітлерівські окупанти розстріляли сотні радянських людей. Вічна пам'ять жертвам фашизму! Ніхто не забутий, нічого не забуто»
2. «У ніч із 8 на 9 серпня 1918 року Ніжинський повстанський загін під керівництвом М. Г. Крапив'янського звільнив ув'язнених із в'язниці»
3. «У цьому будинку в приміщенні колишнього острогу міста Ніжина в 1830 році був ув'язнений після чергової втечі з сибірської каторги ватажок селянських повстань проти кріпосного права Кармалюк Устим Якимович 10.03.1787—22.10.1835»